# Equació d'ona acústica

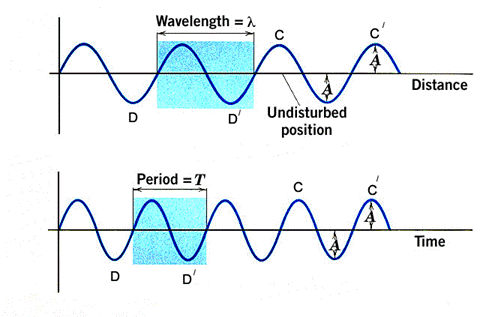
Paràmetres d'ona.

En física, l'equació d'ona acústica governa la propagació de les ones acústiques a través d'un medi material. La forma de l'equació és una equació diferencial parcial de segon ordre. L'equació descriu l'evolució de la pressió acústica {\displaystyle p} o la velocitat de la partícula u en funció de la posició x i del temps {\displaystyle t}. Una forma simplificada (escalar) de l'equació descriu ones acústiques només en una dimensió espacial, mentre que una forma més general descriu ones en tres dimensions. Les ones de propagació en una direcció predefinida també es poden calcular mitjançant l'equació d'ona unidireccional de primer ordre.
Per als mitjans amb pèrdues, cal aplicar models més complexos per tenir en compte l'atenuació depenent de la freqüència i la velocitat de fase. Aquests models inclouen equacions d'ones acústiques que incorporen termes derivats fraccionaris, vegeu també l'article sobre atenuació acústica.
Equació:
{\displaystyle {\partial ^{2}p \over \partial x^{2}}-{1 \over c^{2}}{\partial ^{2}p \over \partial t^{2}}=0,}
on {\displaystyle p} és la pressió acústica (la desviació local de la pressió ambiental) i on {\displaystyle c} és la velocitat del so.
Sempre que la velocitat {\displaystyle c} és una constant, no depèn de la freqüència (el cas sense dispersió), aleshores la solució més general és:
p = f(c t - x) + g(c t + x)
on {\displaystyle f} i {\displaystyle g} són dues funcions dues vegades diferenciables. Això es pot representar com la superposició de dues formes d'ona de perfil arbitrari, una ({\displaystyle f}) viatjant per l'eix x i l'altra ({\displaystyle g}) per l'eix x a la velocitat {\displaystyle c}. El cas particular d'una ona sinusoïdal que viatja en una direcció s'obté escollint qualsevol de les dues {\displaystyle f} o {\displaystyle g} per ser una sinusoide, i l'altre per ser zero, donant: {\displaystyle p=p_{0}\sin(\omega t\mp kx)} on {\displaystyle \omega } és la freqüència angular de l'ona i {\displaystyle k} és el seu nombre d'ona.